# Gregorio Villarías López
Gregorio Villarías López (Santoña, 1883 - Acapulco, 1946) va ser un polític espanyol. Durant el període de la Segona República va tenir un paper rellevant en l'àmbit santanderí, arribant a ser diputat a Corts i governador civil de Burgos.

## Biografia
Nascut a Santoña en 1883, va constituir una de les principals figures del republicanisme santanderí.
Va jugar un important paper en la proclamació de la Segona República Espanyola a Santander, formant part del Comitè Revolucionari provincial. Va estar afiliat al Partit Republicà Radical Socialista (PRRS), de nova creació. L'abril del 1931 el nou govern republicà el nomenaria governador civil de Burgos, càrrec que va exercir durant alguns mesos.
En les eleccions constituents de 1931 va concórrer pel PRRS —dins de la candidatura republicà-socialista—, resultant electe diputat per la circumscripció de Santander. Amb posterioritat, en el context de la descomposició del PRRS, Villarías es va afiliar al Partit Radical Socialista Independent (PRRSI) i es va convertir en el seu lider provincial a Santander. Poc després s'afiliaria a Izquierda Republicana (IR), després de la fusió del PRRSI amb Acció Republicana. A les eleccions generals de 1933 va ser candidat del PRRSI per la circumscripció de Burgos, si bé no va aconseguir obtenir acta de diputat.
Al començament de la Guerra civil va tenir un destacat paper, al costat del capità José García Vayas, en la supressió del cop d'estat a Santoña. Va arribar a manar una columna de milicians que va ocupar el port de muntanya de Los Tornos i que tractaria penetrar a Burgos, sense èxit. Posteriorment seria comandant de la 1a Divisió «santanderina» —després canviada de nom com 52a Divisió. Durant la batalla de Santander la seva unitat va resultar pràcticament destruïda.
Després del final de la contesa va marxar a l'exili, instal·lant-se a Mèxic. Els tribunals franquistes el van jutjar en absència, sent condemnat i sancionat amb la pèrdua total dels seus béns. Va morir a Acapulco el 1946, víctima d'un accident de trànsit.